# 近藤国重
近藤 国重（こんどう くにしげ、生没年不詳）は、藤原秀郷流で島田駿河権守景親の子孫近藤国平の子。承久の乱後山梨県巨摩郡万沢村（現南部町）の浅間神社を再興して神主を務めた。